# Хмельник (гміна Крамськ)
Хмельник (пол. Chmielnik) — село в Польщі, у гміні Крамськ Конінського повіту Великопольського воєводства.
У 1975-1998 роках село належало до Конінського воєводства.